# 下河誉史
下河 誉史（しもがわ たかふみ、1982年8月1日 - ）は、福岡県出身の競艇選手。登録番号4151。身長170cm。血液型A型。89期。福岡支部所属。弟に同じ競艇選手の下河雅史（登録番号4395）、同期に江夏満、君島秀三、梶野学志らがいる。

## スコーピオンターン
2013年から左足を痛め踏ん張れなかったのをきっかけに始めた。メリットは旋回後の出足を稼ぐ、引き波を潰せることである。ファンサービスの意味合いもある。名前はYouTubeに上がっていた動画に対するコメントに由来する。同期の江夏満も取り入れている。